# ネポ・ラウララ
ネポ・ラウララ（Nepo Laulala、1991年11月6日 - ）は、プレミア・シップグロスターに所属するラグビーユニオン選手。

## プロフィール
- サモア・モトゥーチュア出身[1]。
- ポジションはプロップ(PR)。
- 身長 184cm、体重 116kg[2]
- 兄のケイシーと弟のルテルもともにラグビー選手[3]。
- ニュージーランド代表キャップは30（2021年1月現在）でワールドカップ2019・2023のニュージーランド代表に選ばれた[4][5]。
- 南島代表に選ばれたことがある[6]。

## 略歴
カンタベリー、クルセイダーズ、カウンティーズ・マヌカウを経て、2016年、チーフスに加入。
2020年、ブルーズに加入。

## テレビ出演
- 究極の男は誰だ!?最強アスリート元日決戦!(2018年1月1日、TBS)[8]